# The Waltons
The Waltons sind eine „Cow-Punk“-Band aus Berlin. Mit ihren Wurzeln in der Country-Musik, spielen sie eine Art Country-Metal und grenzen sich dabei ausdrücklich von der ihrer Meinung nach zu gewaltbetonten Psychobilly-Szene ab.

## Geschichte
Ursprünglich als „Johannes Paul und die Ewigen Zweiten“ in Borken (NRW) gegründet, wurden The Waltons 1985 von Jason Ringenberg „entdeckt“ und gingen kurz danach nach Berlin.
Schon vor der Maueröffnung gaben The Waltons geheime, nur durch Mundpropaganda angekündigte, Konzerte in Ost-Berlin, zu denen sie ihre Instrumente über die Grenze schmuggelten. Sie inszenierten 1987 unter dem Namen „Gang of Wrath“ ein Requiem mit den Berliner Symphonikern in der Berliner Philharmonie.
Nach einer Pause seit 1994, die u. a. durch Konflikte mit einer ihrer Plattenfirmen ausgelöst wurde, fingen The Waltons im Jahr 2004 wieder an, Konzerte zu geben und veröffentlichen seitdem wieder neue Alben.

## Diskografie

### Alben
- Here Comes The Waltons (1985)
- Goin Rodeo (1987 – Korea 04)
- Thank God for The Waltons (1988)
- Truck Me Harder (1989)
- Thrust of the Vile (1991)
- Remain in Rust (1992)
- Essential Country Bullshit (1994)
- The Spirit of Cowpunk (2005)
- The Western Cowpunk Association (2008)
- Back in the Saddle (2018)

### Singles
- Here comes Santa Claus (198?)
- Here comes the real Western Rockabilly – This is The Waltons (1985 / 12" - Korea 01)
- Christmastime and Country Wildlife (1989 / 12" - Rebel Rec)
- Goin Rodeo (1993)